# マディソン郡の橋 (映画)
『マディソン郡の橋』（マディソンぐんのはし、原題: The Bridges of Madison County）は、1992年にアメリカ合衆国で発売されたロバート・ジェームズ・ウォラー（Robert James Waller）の同名ベストセラー小説を原作にした、1995年の恋愛映画。アンブリン・エンターテインメントとマルパソ・プロダクションズが製作し、ワーナー・ブラザースが配給した。クリント・イーストウッドがプロデューサーおよび監督、キャスリーン・ケネディが共同プロデューサー、リチャード・ラグラヴェネーズが脚本を務めた。イーストウッドとメリル・ストリープが主演した。
批評的にも商業的にも成功し、世界中で1億8,200万ドルをあげた。1996年、第68回アカデミー賞でアカデミー主演女優賞にノミネートされた。

## 概要
アイオワ州の片田舎で出会った、平凡な主婦と中年のカメラマンの4日間の恋を描く。世界的ベストセラー（およびロングセラー）となったロバート・ジェームズ・ウォラーによる同名小説（日本語訳・文藝春秋刊）を、クリント・イーストウッドが製作・監督・主演を務めて映画化。この項目では主として映画について記載する。不倫をテーマにした大人のラブストーリーであり、米国のみならず世界的大ヒットを記録した。撮影は、小説に描かれた実在の場所、アイオワ州マディソン郡ウィンターセットに造られた特設セット『フランチェスカの家』（Francesca's House）にて、延べ42日間に渡って行われた。

## ストーリー
1989年の冬、母の葬儀のために集まった長男のマイケル（ヴィクター・スレザック）と妹のキャロリン（アニー・コーリー）が、彼女の遺書とノートを読み始める場面からストーリーがはじまる。「火葬にしてローズマン・ブリッジから灰を撒いてほしい」というもので、平凡だと思われていた母親の秘められた恋を知ることになる。
1965年の秋。小さな農場の主婦フランチェスカ・ジョンソンは、結婚15年目で単調な日々を送っていた。ある日、夫リチャードと二人の子供たちが子牛の品評会のため隣州へ出かけ、彼女は4日間、一人きりで過ごすこととなる。
そこへ一人の男性が現れ、道を尋ねる。彼はウィンターセットに点在するカバードブリッジのひとつ、ローズマン橋を撮りにやってきたナショナルジオグラフィックのカメラマン、ロバート・キンケイド（クリント・イーストウッド）であった。彼の魅力に惹かれたフランチェスカは、彼を夕食に招待する。そこから距離が縮まり、二人はデートの末、許されないと知りつつ恋に落ち、そのまま結ばれる。
最後の夜、「一緒に来てくれ」と誘うロバートに、フランチェスカは荷物をまとめるが、家族を思うその表情を見たロバートは、一人で去っていった。
数日後、リチャードと共に街に出かけたフランチェスカは、雨の中、彼女を見つめ立ち尽くすロバートの姿を見る。フランチェスカは乗っていた車のドアに手をかけ、彼の元へ行こうとするが、それ以上はできなかった。
1979年、リチャードが死去。フランチェスカはロバートに連絡を取ろうとするが、消息はわからなかった。何年か後に、ロバートの弁護士から遺品が届く。そこには、手紙やフランチェスカが彼に手渡したネックレスとともに『永遠の4日間』という写真集が入っていた。
フランチェスカのノートには「人生の全てを家族に捧げた。せめて残りの身は彼に捧げたい」という遺志が記されていた。兄妹はようやくその遺志を理解する。後日、2人の手によって、彼女の遺灰は、ロバートの遺灰と同様、ローズマン橋の上から撒かれた。

## キャスト
- ロバート・キンケイド - クリント・イーストウッド
- フランチェスカ・ジョンソン - メリル・ストリープ
- キャロライン・ジョンソン - アニー・コーリー（英語版）
- マイケル・ジョンソン - ヴィクター・スレザック（英語版）
- リチャード・ジョンソン - ジム・ヘイニー
- キャロライン（幼少期） - サラ・キャスリン・シュミット
- マイケル（幼少期） - クリストファー・クルーン
- ベティ - フィリス・リオンズ
- マッジ - デブラ・モンク（英語版）
- ピーターソン弁護士 - リチャード・レイジ
- ルーシー・レッドフィールド - ミシェル・ベネス

## スタッフ
- 監督：クリント・イーストウッド
- 製作：クリント・イーストウッド、キャスリーン・ケネディ
- 原作：ロバート・ジェームズ・ウォーラー（英語版） （イギリスで最初に出版された時の原題:Love in Black and White）
- 脚本：リチャード・ラグラヴェネス
- 音楽：レニー・ニーハウス
- 撮影：ジャック・N・グリーン
- 編集：ジョエル・コックス
- 美術：ジャニール・クラウディア・オップウォール

## 日本語吹替
| 役名                       | 俳優                     | 日本語吹替 | 日本語吹替   |
| 役名                       | 俳優                     | ソフト版   | 日本テレビ版 |
| -------------------------- | ------------------------ | ---------- | ------------ |
| ロバート・キンケイド       | クリント・イーストウッド | 夏八木勲   | 伊藤孝雄     |
| フランチェスカ・ジョンソン | メリル・ストリープ       | 吉田理保子 | 丘みつ子     |
| キャロライン・ジョンソン   | アニー・コーリー         | 塩田朋子   | 宮寺智子     |
| マイケル・ジョンソン       | ヴィクター・スレザック   | 森田順平   | 佐々木勝彦   |
| リチャード・ジョンソン     | ジム・ヘイニー           | 有本欽隆   | 坂口芳貞     |

- ソフト版：VHS・DVD・BD収録

その他吹き替え - 宮寺智子、弘中くみ子、筈見純、中山真奈美、落合弘治、喜田あゆ美、嶋村薫、大川透、野沢由香里、松本大
演出：福永莞爾、翻訳：進藤光太、録音・調整：金谷和美／新井保雄、制作担当：相原正之／中西真澄（プロセンスタジオ）、プロデューサー：貴島久祐子（ワーナー・ホーム・ビデオ）、制作：ワーナー・ホーム・ビデオ／プロセンスタジオ
- 日本テレビ版：初回放送1999年2月5日『金曜ロードショー』21:03-23:39

その他吹き替え - 唐沢潤、阪脩、増田ゆき、石田彰、堀越真己、寺内よりえ、定岡小百合、樫井笙人、清水敏孝、岩本裕美子、佐藤ゆうこ
演出：佐藤敏夫、翻訳：岩本令、調整：田中和成、効果：サウンドボックス、スタジオ：オムニバス・ジャパン、制作担当：稲毛弘之（東北新社）、プロデューサー補：小林三紀子、プロデューサー：大塚恭司（日本テレビ）

## 製作

### 経緯
1991年終盤、スティーヴン・スピルバーグが創立した製作会社アンブリン・エンターテインメントはロバート・ジェームズ・ウォラーの発売前の小説『マディソン郡の橋』の映画化権を25,000ドルで購入した。映画公開前までにこの小説は世界中で950万部が売れた。当初スピルバーグはシドニー・ポラックを監督に選任し、カート・リュードックに脚本を担当させたが降板した。キャスリーン・ケネディとスピルバーグが2番目の脚本家にロナルド・バスを連れてきたが、彼らは仕上がりに満足しなかった。しかし3番目の脚本家であるリチャード・ラグラヴェネーズの脚本はスピルバーグと、初期段階から主演を演じることが決まっていたイーストウッドが気に入り、スピルバーグの『シンドラーのリスト』の次の作品として考慮された。スピルバーグもイーストウッドもラグラヴェネーズのフランチェスカ視点での描かれ方を気に入り、フランチェスカの子供たちが成長して母の日記を発見して読むという枠物語を取り入れた。スピルバーグがこの作品の監督をしないことになり、ブルース・ベレスフォードを監督に任命するとベレスフォードはアルフレッド・アーリーに脚本の草案を書かせたが、ワーナー、スピルバーグ、イーストウッドの全員がラグラヴェネーズの脚本の方を支持したためベレスフォードは降板した。
ウォラーはフランチェスカ役にイザベラ・ロッセリーニを推薦した。アンジェリカ・ヒューストン、ジェシカ・ラング、メアリー・マクドネル、シェール、スーザン・サランドンも候補に挙がっていたが、ロッセリーニが最適とされた。スピルバーグは同調しなかったがイーストウッドは最初からメリル・ストリープを推薦していた。

### 撮影

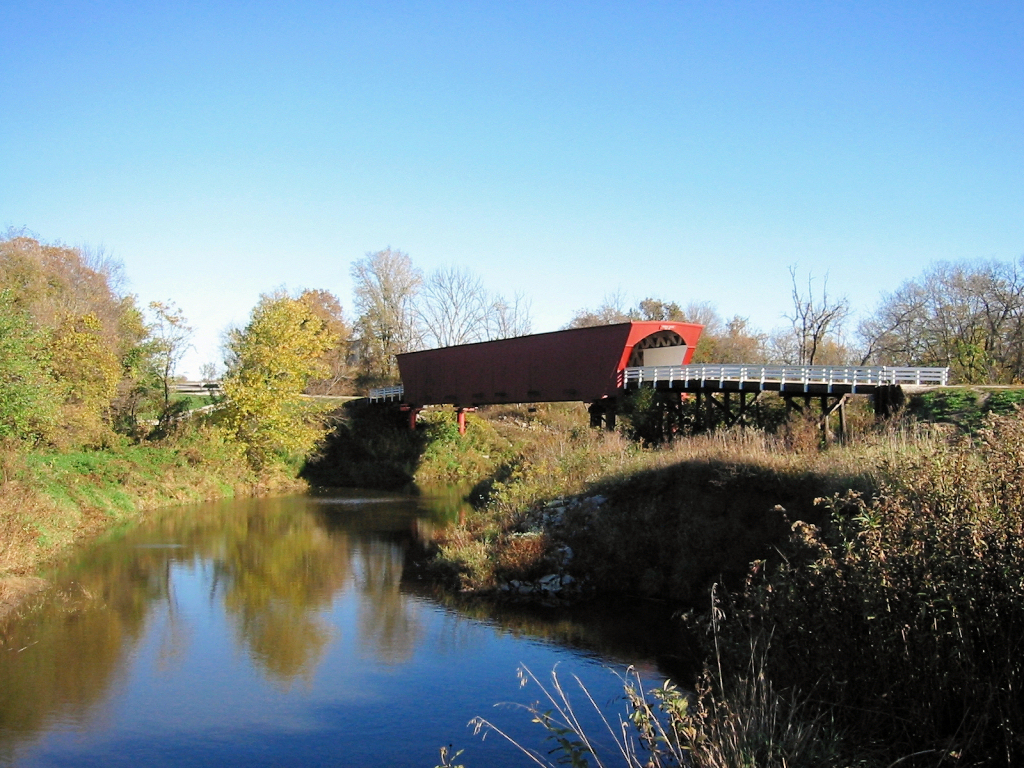
アイオワ州ウィンターセットにあるローズマン・ブリッジ。キンケイドはこの橋の撮影に訪れフランチェスカと出会う。フランチェスカの遺言により彼女の遺灰が撒かれた場所でもある。

撮影は52日間の予定で行われたが、実際には10日早い11月1日に終了した。これだけの世界的ヒットを収めた名作にもかかわらず製作に要した期間は、正味42日間だけであり、製作費も約US$900万（当時の日本円にして約11億円）に留まった。イーストウッドはフランチェスカの視点を大事にし、時系列を追って撮影した。イーストウッドはこれについて「それが重要なことだった。我々は実際に俳優としても登場人物としても互いを知り合っていくのだから」と語った。アイオワ州マディソン郡ウィンターセットの他、ダラス郡エイデル、そしてペンシルベニア州ウェストモアランド郡にあるベルズ・ミルズ橋でも撮影が行われた。

### レイティング
当初フランチェスカの皮肉を込めた台詞によりR指定を受けたが、イーストウッドの嘆願によりPG-13となった 。

## 公開

### 興行収入
1995年6月2日、1,805館で劇場公開された。初週10,519,257を上げ、2週目の『キャスパー』に次ぐ全米2位となった。公開終了時には全米で$71,516,617、海外で$110,500,000の計$182,016,617を上げた。

### 評価
レビュー・アグリゲーターのRotten Tomatoesでは60件のレビューで支持率は90%、平均点は7.40/10となった。Metacriticでは23件のレビューを基に加重平均値が69/100となった。

## 主な賞歴
| 受賞 - ASCAP映画テレビ音楽賞: - 最高興行収入映画賞 - ブルーリボン賞 (日本): - 外国作品賞 - BMI映画テレビ賞: - BMI映画音楽賞 (レニー・ニーハウス) - キネマ旬報 (日本): - 外国語映画監督賞 (クリント・イーストウッド) - 毎日映画コンクール (日本): - 外国語映画賞 | ノミネート - 第68回アカデミー賞: - アカデミー主演女優賞 (メリル・ストリープ) - 全米撮影監督協会賞: - 劇場公開撮影功労賞 (ジャック・N・グリーン) - 日本アカデミー賞 (Japan): - 外国作品賞 - セザール賞 (フランス): - 最優秀外国映画賞 - 第53回ゴールデングローブ賞: - 映画女優賞 – ドラマ部門 (メリル・ストリープ) - 作品賞 – ドラマ部門 - 第2回全米映画俳優組合賞: - 主演女優賞 (メリル・ストリープ) |

- 1995年（02回）米国映画俳優協会賞候補
- 1995年（50回）毎日映画コンクール外国映画ファン賞受賞
- 1995年（69回）キネマ旬報ベストテン:第3位

ほか

## その他

### フランチェスカの家について
撮影の特設セットであるフランチェスカの家は、撮影終了後も保存、一般公開されていたが、2003年の放火で被害を受け、現在は一般公開されていない。

## 舞台化
『マディソン郡の橋』はジェイソン・ロバート・ブラウン作詞作曲、マーシャ・ノーマン脚本によりミュージカル化された。2013年8月1日、マサチューセッツ州ウィリアムズタウンのウィリアムズタウン・シアター・フェスティバルにて初演された。バートレット・シアが演出を担当し、エレナ・シャドウがフランチェスカ役、スティーヴン・パスケールがロバート役に配役された。2014年1月17日、ブロードウエイにあるジェラルド・ショーンフェルド・シアターにてケリー・オハラがフランチェスカ役、スティーヴン・パスケールがロバート役、ハンター・フォスターがフランチェスカの夫バッド役に配役されプレビュー公演が開幕し、2月20日に正式に開幕した。バートレット・シアが演出、マイケル・イヤガンが装置デザイン、キャサリン・ズベアが衣裳、ドナルド・ホルダーが照明を担当した。トニー賞においてオリジナル楽曲賞および編曲賞を受賞した。